# Phil Johnson
Phil D. Johnson, né en 1941, est un joueur professionnel de basket-ball devenu entraîneur.
Il joue en NCAA avec les Aggies de l'université de Utah State et a coentraîné l'université d'État de Weber.
Il entraîne deux équipes de National Basketball Association. Il est l'entraîneur en chef des Kings dans trois villes différentes Sacramento, Californie, Kansas City, Missouri et à Omaha, Nebraska lorsque l'équipe est partagée entre Kansas City et Omaha; il est également sur l'entraîneur des Bulls de Chicago pour une rencontre.
Johnson assume la tâche d'entraîneur de Kansas City/Omaha Kings durant la saison 1973-1974. Les Kings terminent la saison avec 33 victoires contre 49 défaites (40,2 %), mais Johnson remporte le trophée de NBA Coach of the Year la saison suivante quand il améliore le bilan de onze victoires en passant à 44 victoires-38 défaites (53,7 %) et dispute ses premiers playoffs en sept saisons. Johnson remporte 21 des 54 votes des médias, devançant Al Attles (10) et K.C. Jones (5).
Il est ensuite entraîneur adjoint du Jazz de l'Utah de 1988 à 2011.